# 西部のあばれもの
『西部のあばれもの』（Tall in the Trap、1962年9月1日）はトムとジェリーの作品のひとつ。4:3標準サイズで製作された。演出はジーン・ダイッチ（Gene Deitch）。

## 作品内容
ここはアメリカ西部。チーズ泥棒として指名手配されているジェリーに何度もチーズ盗難被害に遭っているチーズ店の店主は、その度に町を守ろうとする気が感じられない老いぼれ保安官に「このままチーズを盗まれ続ければ商売あがったりだ」と怒りをぶつけていた。その保安官もやっと重い腰を上げ、「ネズミ捕りの名手」を雇うことを決めた。その話を聞き怯えるジェリー。そしてネズミ捕りの名手・即ちトムが靴に取り付けた拍車をローラースケート代わりに回して走らせ・颯爽と西部にやって来たのだが、途中で岩につまづき勢い余って保安官詰所へ突っ込む。保安官へは「ネズミ捕りの名人」名刺を見せたが、そのネズミ捕りに自らの指を挟んでしまう。トムは「馬鹿なことをやってないで早くあいつ（ジェリー）を捕まえろ」と保安官に命ぜられ、以降はトムとジェリー両者によるドタバタ劇が演じられることに…。
トムはジェリーに向けてネズミ捕りを構えた際、ベルトが外れてズボンが脱げパンツ丸出しとなってしまい、そのみじめな姿をジェリーにからかわれたのがきっかけで両者による追いかけっこが始まる。だがトムはいくらジェリーを捕まえようとしても（「名誉挽回」とはいかず）ことごとく逃げられ、やがて自身が持つ武器をジェリーに奪われ反撃される羽目に（「ジェリーの隠れ家酒場」ではトムの手を巧みにかわしたジェリーにハンマーで頭を殴られたのち逃げられ、「ドンパチ酒場」では地下室に潜んでいたジェリーを捕まえようと猟銃を構えたが・下りていく都度ジェリーに明かりを消されてはトムが戻り明かりを点けるを繰り返した末、ジェリーが明かりを消さなかったのを見計らってトム自ら明かりを消し・真っ暗になった地下室へ下りていく途中階段でつまづき、自身が持っていた猟銃でジェリーに撃たれ黒焦げになってしまう）。
穴（ジェリーの隠れ家）に仕掛けたネズミ捕りに自らの尻尾を挟まれ、何をやってもうまくいかないトムは最後の手段として、チーズ店より持ち出し台車へ横積みした「チーズ保存用樽を用いた大型爆弾（ダイナマイト砲）」に葉巻で点火しジェリーを捕まえようとしたが、知らぬ間にジェリーが手回しドリルで穴をあけたため樽の下部より中身の火薬がこぼれ出し、トムが地面に捨てた葉巻の残り火がこぼれた火薬に着火。「チーズを盗んだジェリーが隠れ家へ向かう道に樽爆弾を仕掛け、ジェリーが通りかかったタイミングで爆発させて捕まえる」という当初のシナリオ（予定）を崩されたトムは、迫りくる火花を見て慌てて走り出し・（火花進行を断ち切るべく）樽爆弾ごと川に飛び込んで（こぼれた火薬の）爆発を防ごうとしたが、先に自ら葉巻で（樽の上部にある）導火線へ点火していたことに気づかず樽は大爆発。トム自身が爆発に巻き込まれ・同時にすぐそばの保安官詰所を爆風で吹き飛ばしてしまい、ジェリー捕獲に失敗したトムは黒焦げになった保安官に拳銃で撃たれ追い回されてしまう。その隙にジェリーは最後のチーズを盗み出すのであった。
備考
本作ではMGM作品恒例のオープニング「レオ・ザ・ライオン」は流れず、いきなり本編から始まる。なお、その代わりに本編開始から約25秒経過した時点で始まるタイトルクレジットの冒頭にライオンの絵とMGM社名、「CARTOON」の文字が描かれた指名手配ポスターが登場する。

## 登場キャラクター
トム
「ネズミ捕りの名手」で、保安官に雇われた。銃の代わりにバネ式ネズミ捕りと餌のチーズを持ち、それらをベルト付きホルダーに複数個入れている。だが序盤からおっちょこちょいぶりが目立ち、拍車をローラースケート代わりに回して走らせ保安官詰所へ向かう際は・途中で岩につまづいたため勢い余って詰所の正面玄関へ突っ込んだり、保安官に「ネズミ捕りの名人」名刺を見せたあと・そのネズミ捕りに自らの指を挟んでしまう。（「バカなことしてないでジェリーを早く捕まえろ」と）保安官に命ぜられジェリー捕獲に向かうと・序盤でジェリーに向け2個のネズミ捕りを構えるが、その際（ネズミ捕りをホルスターから出さずにホルスターごと構えたため）ベルトが外れてズボンが脱げパンツ丸出しになったため冷や汗をかいてしまう。そのみじめな姿をジェリーにからかわれたのをきっかけに恥を引きずる形となり、何とかジェリーを捕まえて名誉挽回しようとするも・以降は俊足のジェリーにことごとく逃げられ、かつ自身が持っていた武器で逆にジェリーから（ハンマーで頭を殴られる・地下室へ下りる階段でつまづいたところを猟銃で至近距離から撃たれ黒焦げになる・ネズミ捕りに自らの尻尾を挟まれる・チーズ店にあるチーズ保存用樽に大量の火薬を詰めて台車へ横積みした樽爆弾に穴をあけられて中身の火薬をこぼされ、自身が捨てた葉巻の残り火がこぼれた火薬に着火するなどの）反撃を喰らい自滅。最後は（こぼれた火薬の火花進行断ち切りに気を取られ、先に自ら葉巻で導火線へ点火したのを忘れていた）自身が樽爆弾の爆発に巻き込まれ、同時にすぐそばの保安官詰所も爆風で根こそぎ吹き飛ばし・詰所内にいた保安官を黒焦げにさせてしまう。やがて真新しい「ネズミ捕りの名人」名刺を保安官に見せ・「もう一度ジェリーを捕まえるチャンスがほしい」とおねだりするが、怒り狂った保安官に拳銃で撃たれ追い回される羽目になる。結局は自身の「身から出た錆」により、序盤からの恥を引きずり名誉挽回を果たせなかったばかりか、チーズ盗犯のジェリーに翻弄され捕まえられないまま「ジェリーによる最後のチーズ窃盗」を許す結果となってしまった。
ジェリー
「チーズ泥棒」として指名手配された・すばしっこくて天才な泥棒。売り物のチーズをノコギリで（1切れずつ台座ごと下からくり抜く方法で何回かに分けて）切断後に一瞬で持ち去り、店主に捕まらないよう（俊足を活かして）自身の隠れ家へ急いだのち、盗んだチーズは自身の隠れ家で（専用のバネ式チーズカッターを用い）食べやすい大きさ&厚さに切り刻んで食べている。当初は「必ずネズミを捕まえられる罠を取り寄せており、ネズミ捕りの名人が向かっている」話を保安官詰所の外で耳にすると怯え・ネズミ捕りの名手トムに捕まりそうになるが、対決序盤で「トムが自身へ向け2個のネズミ捕りを構えた際、ベルトが外れてズボンが脱げパンツ丸出しになった」姿を見ると、自身が持つネズミサイズの銃2丁を空中へ向けてぶっ放し（発砲し）笑い転げた。これをきっかけに「トムに勝てる自信」をつけ、自身の隠れ家酒場へ逃げ込むと・中にあったネズミサイズのクッションを渡して自身を捕まえたと思わせる方法でトムをはぐらかし、（手が巣穴から抜けないためトムが戸惑っている隙に、はしごを上って出入口上へ掲げた「ジェリーの隠れ家酒場」看板を開け）自身はハンマーでトムの頭を殴って冷やかしたのち再逃走。次の「ドンパチ酒場」へ逃げ込むと、追いかけてきたトムの首をドアで挟んだのち（階段の手すりを滑り降りて）地下室に隠れ、猟銃を構えたトムが階段を下りていくと「地下室の明かりを自身が消してはトムが1階へ戻り点ける」サイクルを何度か繰り返すが・最後はフェイントにより順番を狂わせ、「（トムが下りてきても自身は明かりを消さず）トムに1階で地下室の明かりを消させたのち、真っ暗になった階段で転倒」させる。転んだトムへは至近距離で猟銃の銃口を向け、容赦なく引き金を引いて発砲し顔を黒焦げにさせた（トムが転んだのを確認すると暗闇になった間に猟銃を奪い・その銃口を至近距離でトムの顔に向けたのち再度地下室の明かりを点け、トムは明るくなった時に初めて「転んだ自身がジェリーに撃たれる」旨を知る形となる）。その後も（自慢の俊足を活かして）トムの攻撃を巧みにかわして反撃と逃走を重ね、最後はトムが酷い目に遭う（巣穴にトムがネズミ捕りを仕掛けたものの・やがて自身がネズミ捕りを移動させてトムの尻尾を乗せたため、バネ動作音をトムが確認して自身を捕まえたかと思いきや、実際捕まったのはトムの尻尾だった）。やがてトムが（ネズミ捕りに挟まれた尻尾に包帯を巻き）台車に横積みしてチーズ店より持ち出した「チーズ保存用樽に火薬を詰めた樽爆弾」の下部に（トムが葉巻で導火線へ点火している間に）手回しドリルで穴をあけ、中身の火薬をこぼれさせる形で（トムが葉巻を地面に捨て、その残り火がこぼれた火薬へ着火することも計算して）トムをはぐらかす。トムは（こぼれた火薬の火花進行断ち切りに気を取られ・先に葉巻で導火線へ点火したのを忘れていたことから、自身が爆発に巻き込まれると同時に）詰所を樽爆弾で吹き飛ばしてしまったため・黒焦げになった保安官より銃で追い回されてしまい、自身はその隙に最後のチーズを盗み出した。
保安官
詰所の窓には「土日祝休業」と・玄関ドアには「助っ人募集中」とそれぞれ書かれた札が掲げられると共に、詰所内の壁や街頭には「チーズ泥棒」として指名手配したジェリーの写真が貼られている（このうち「助っ人募集中」の札は、岩につまづき勢い余って正面玄関ドアへ突っ込んだトムの首に掛かった）。チーズ店の店主より「ネズミのジェリーにチーズを度々盗まれ大変困っており、このままでは商売あがったりだ。自身でジェリーを捕まえられないなら、ネズミ捕獲の即戦力となる部下を雇ってほしい」との怒りをぶつけられると、「必ずネズミを捕まえられる罠を取り寄せており、ネズミ捕りの名人が向かっている」旨を話した。ネズミのジェリーを「チーズ泥棒」として指名手配し、ネコのトムを「必ずネズミを捕まえられる罠&ネズミ捕りの名手」として雇うが、最後はジェリーの捕獲に失敗し詰所を樽爆弾で吹き飛ばしたトムを銃で追い回す。その隙にジェリーが最後のチーズを盗んだため・結局トムの雇用は的外れとなり、チーズ店を盗難被害から守れずに終わってしまった。
チーズ店店主
毎回毎回、チーズを盗んでくるジェリーにウンザリしており、保安官にその怒りをぶつける。顔つきはかなり違うが、性格は短気親父そのもの。防犯のためチーズの銘柄が書かれた札を（チェダーチーズからスイスチーズへ）差し替えてジェリーをはぐらかし、やがてチーズを盗んだジェリーを捕まえようと自ら（ジェリーへ）銃を向けるも・ことごとく逃げられた。保安官に雇われたトムがジェリー捕獲に失敗し（詰所を樽爆弾で吹き飛ばされ黒焦げになった保安官に）銃で追い回されている間、ジェリーに最後のチーズを盗まれてしまう（これにより、売り物のチーズは根こそぎ盗難被害に遭ってしまった）。

## 日本でのテレビ放映
TBS系および他系列で1964年～1990年頃まで時折放映された。